# プスワン
プスワン（普速完、またはプスヤン、プスカとも）は、西遼の称制。第2代皇帝の仁宗耶律夷列（イリ）の妹にあたる。

## 生涯
紹興13年（1163年）、兄の仁宗が若くして崩御した時は、その次男の耶律直魯古（チルク）がまだ幼かったため、遺詔によって称制となり、甥の耶律直魯古を補佐した。
夫の蕭朶魯不の弟の蕭朴古只沙里と姦通し、蕭朶魯不を東平王として左遷した上で暗殺した。しかし、子が殺害されたと知った蕭朶魯不の父の蕭斡里剌は、崇福14年（1177年）に兵を率いて宮殿を取り囲み、プスワンと蕭朴古只沙里を射殺した。

## 年号
- 崇福 : 1163年 - 1177年